# أمهاجر
جماعة أمهاجر جماعة قروية تابعة لقبيلة آيت أوليشك الريفية الأمازيغية بإقليم الدريوش وتتموقع في غرب هذا الإقليم في شمال المغرب. تحد شمالا بجماعة تازاغين التابعة لقبيلة آيت سعيد، وشرقا بجماعة وردانة وغربا بجماعة تاليليت أما جنوبا فتحد بجماعة بن الطيب وكل هذه الجماعات الأخيرة تابعة مثلها لقبيلة آيت أوليشك. يبلغ عدد سكان الجماعة حوالي 3232 نسمة حسب إحصاء سنة 2004.

## التقسيم الإداري
من بين القرى والدواوير المكونة لجماعة أمهاجر نجد:
- إهرويين
- إمعلاثن
- ايت الخيار
- إيار إزمورن
- ازيانن
- ادهريان
- اخفلطن
- ايت عبد السلام
- اسوسنان